# Alexandr Zakhartchenko
Alexándr Vladímirovitch Zakhártchenko (em russo:  Алекса́ндр Влади́мирович Заха́рченко, pronúncia russa: [ɐlʲɪˈksandr vlɐˈdʲimʲɪrəvʲɪtɕ zɐˈxartɕɪnkə]; em ucraniano:  Олекса́ндр Володи́мирович Заха́рченко, transl. Olexándr Volodýmyrovytch Zakhártchenko, Pronúncia ucraniana: [ɔlɛˈksɑndr wɔlɔˈdɪmɪrɔwɪtʃ zɑˈxɑrtʃɛnkɔ]; Donetsk, 26 de junho de 1976 – Donetsk, 31 de agosto de 2018) foi um político, militar e líder separatista, que foi presidente e primeiro-ministro (sucedendo Alexandr Borodai) da autoproclamada República Popular de Donetsk, que declarou independência da Ucrânia em 2014.

## Abuso aos direitos humanos
Durante a guerra no Donbass houve muitos casos de desaparecimentos forçados na República Popular de Donetsk. Zakharchenko disse que suas forças detinham até cinco "subversivos ucranianos” por dia. Estima-se que cerca de 632 pessoas foram detidas ilegalmente pelas forças separatistas até 11 de dezembro de 2014. O jornalista Stanislav Aseyev foi raptado em 2 de junho de 2017. Inicialmente, o governo recusou saber seu paradeiro, contudo em 16 de julho um agente do Ministério de Segurança do Estado da DNR confirmou que Aseyev estava sob custódia, sob a alegação de ser suspeito de espionagem. A mídia independente não tem permissão para denunciar a partir do território controlado pela DNR. A Anistia Internacional exigiu que Zakharchenko libertasse Aseyev, contudo, em julho de 2018 ele ainda estava sob custódia fato que o levou a iniciar uma greve de fome.

## Assassinato e reações
Zakhartchenko foi assassinado em 31 de agosto de 2018 numa explosão no café Separ, em Donetsk. O ministro das finanças de Donetsk, Alexandr Timofeev, também foi ferido no atentado.
O Ministério do Exterior da Rússia condenou o assassinato, apontando que tinha motivos para crer que o governo ucraniano estaria por trás. O Serviço de Segurança da Ucrânia, contudo, negou envolvimento, atribuindo a explosão a dissidentes civis novorrussos. O presidente russo, Vladimir Putin, chamou sua morte de "assassinato desprezível", mandando condolências para a família do morto. O líder interino da República Popular de Lugansk, Leonid Pasechnik, prestou tributo a Zakhartchenko em seu funeral, dizendo que o Donbass jamais perdoaria sua morte.